# Хлебопекарные дрожжи

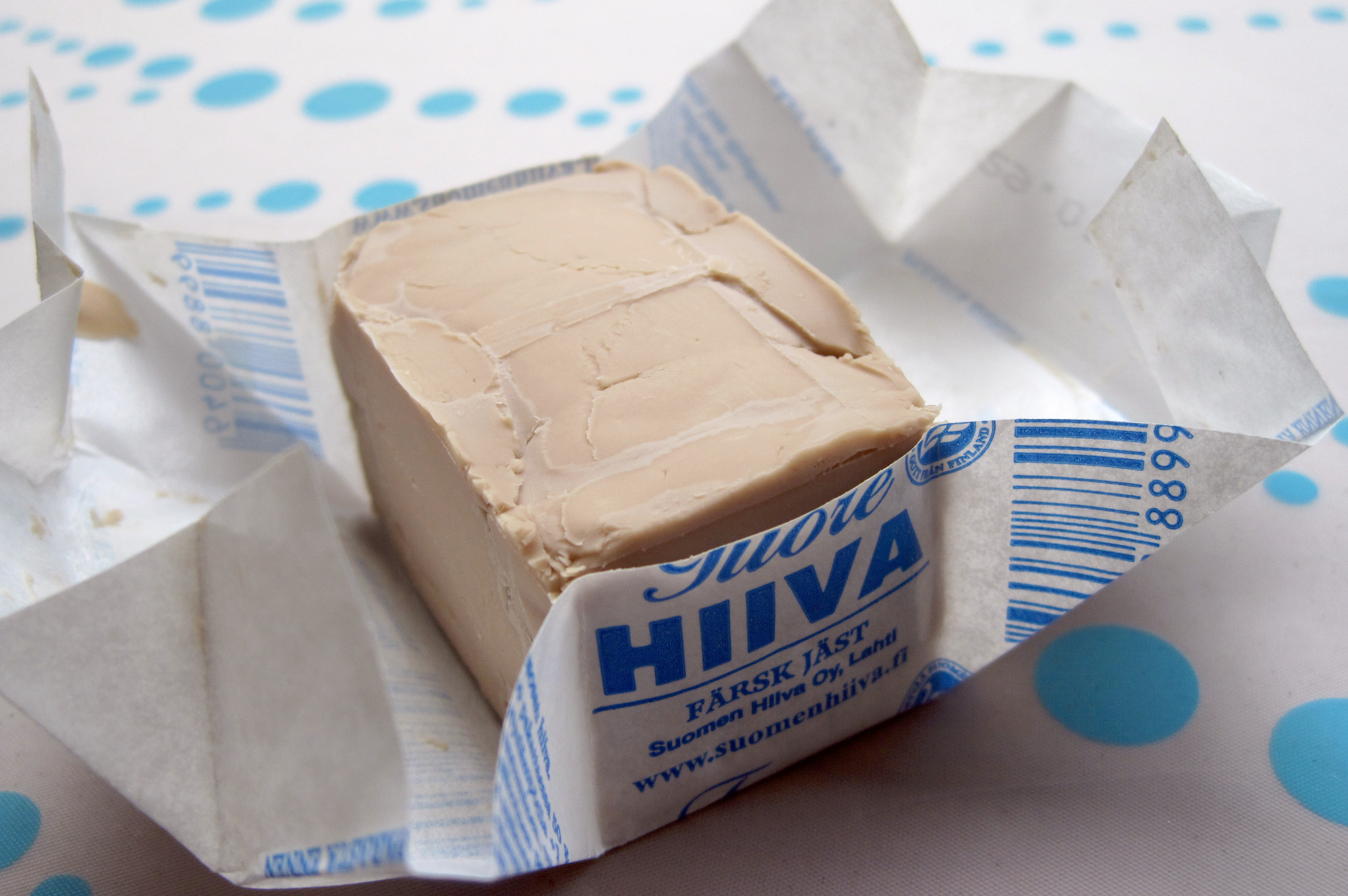
Прессованные дрожжи

Хлебопека́рные дро́жжи (пе́карские дрожжи) — биологический разрыхлитель теста. Используются в основном в хлебопечении для приготовления теста из пшеничной муки и теста из смеси пшеничной и ржаной муки, а также для выпечки некоторых видов кондитерских изделий, например, кексов из сдобного дрожжевого теста.
Дрожжи представляют собой микроорганизмы из семейства сахаромицетов (Saccharomycetes), основной используемый вид — Saccharomyces cerevisiae.

## Принцип действия

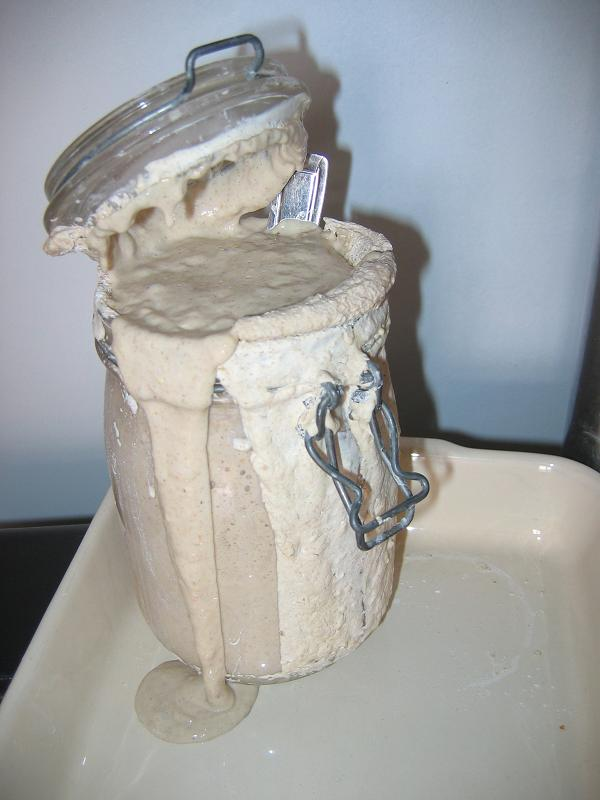
«Поднятие» теста после добавления дрожжей в закваске

В процессе жизнедеятельности дрожжи потребляют сахар и выделяют углекислый газ и этиловый спирт, которые поглощаются тестом и впоследствии выделяются тестом под воздействием температуры в процессе выпечки. Увеличение объёма и разрыхление теста обусловлено углекислым газом. В тесте, не содержащем сахара, дрожжи растут на содержащихся в зёрнах крахмала глюкозе, фруктозе и мальтозе. Добавление в тесто небольшого количества сахара резко увеличивает активность дрожжей, в то время как большое количество сахара и добавление соли подавляет их активность. Скорость метаболизма дрожжей также сильно зависит от температуры. Помимо углекислого газа и спирта, дрожжи выделяют и другие химические вещества, влияющие на качество теста за счёт повышения прочности и эластичности глютена.
Дрожжи вводятся в тесто в различных пропорциях и формах, в зависимости от особенностей технологии выпечки. Для пресного теста, которое вызревает в течение нескольких часов, стандартная пропорция составляет 0,5—4 % (0,25—2 % для сухих дрожжей). В тесто, которое будет подниматься всю ночь, достаточно внести 0,25 % дрожжей от массы муки. В целом, чем меньше в тесте дрожжей и чем дольше оно выстаивается, тем вкуснее будет выпечка. Чаще всего дрожжи вводят в тесто в виде закваски (опары), которая представляет собой небольшую порцию вчерашнего заквашенного теста или дрожжи, предварительно активированные в небольшом количестве жидкости и муки. После замешивания теста начинается процесс ферментации, при котором выделяемый дрожжами углекислый газ образует в тесте воздушные карманы, способствуя преобразованию глютена. Увеличение объёма теста быстрее всего происходит при 35 °C, однако сопровождается выделением кислоты и побочных продуктов, обладающих неприятным запахом. Оптимальной считается ферментация при 27 °C. Готовое тесто в ходе ферментации увеличивается в объёме приблизительно вдвое, становится эластичным и пружинистым.

## Разновидности дрожжей

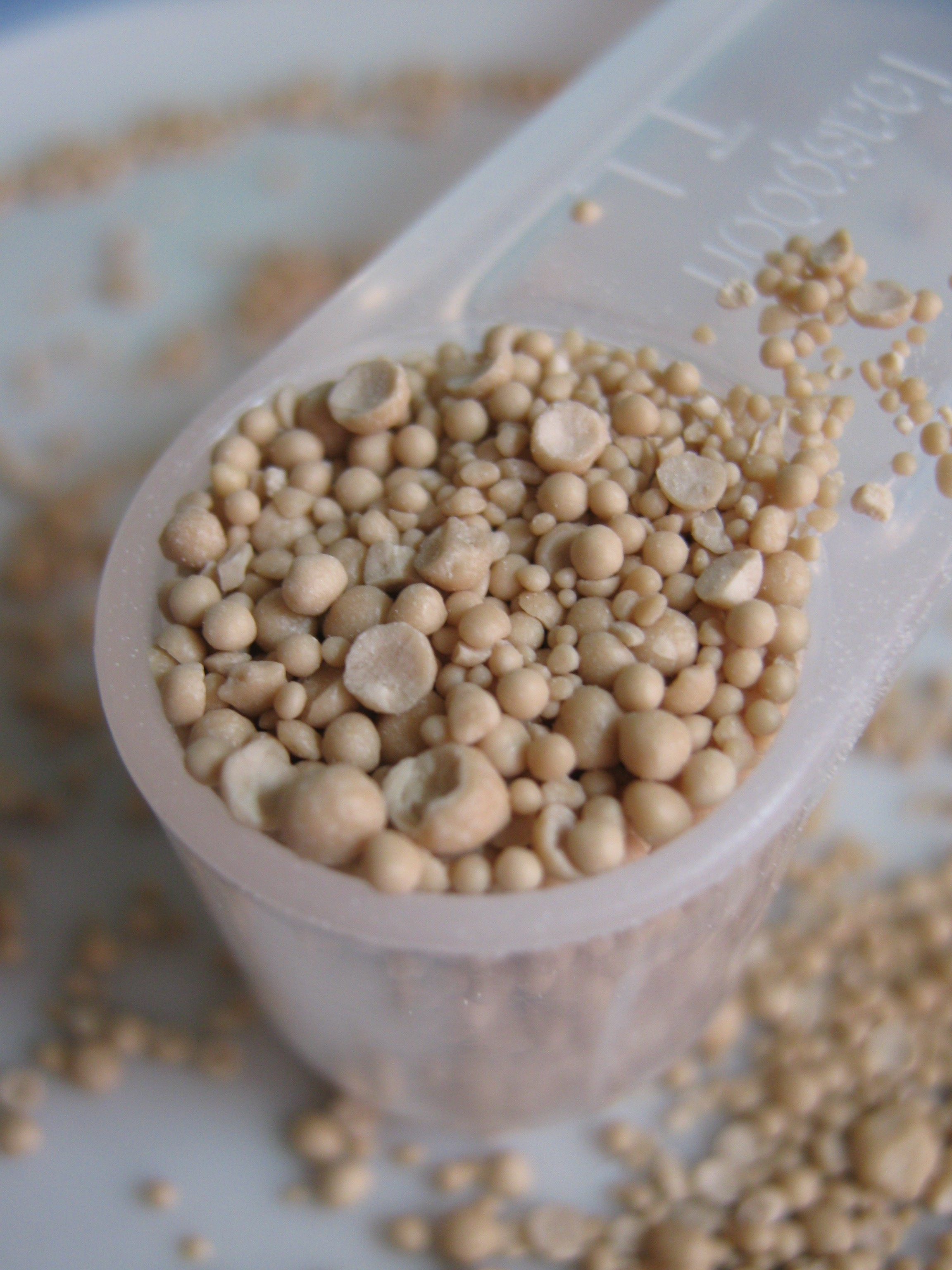
Сухие активные дрожжи

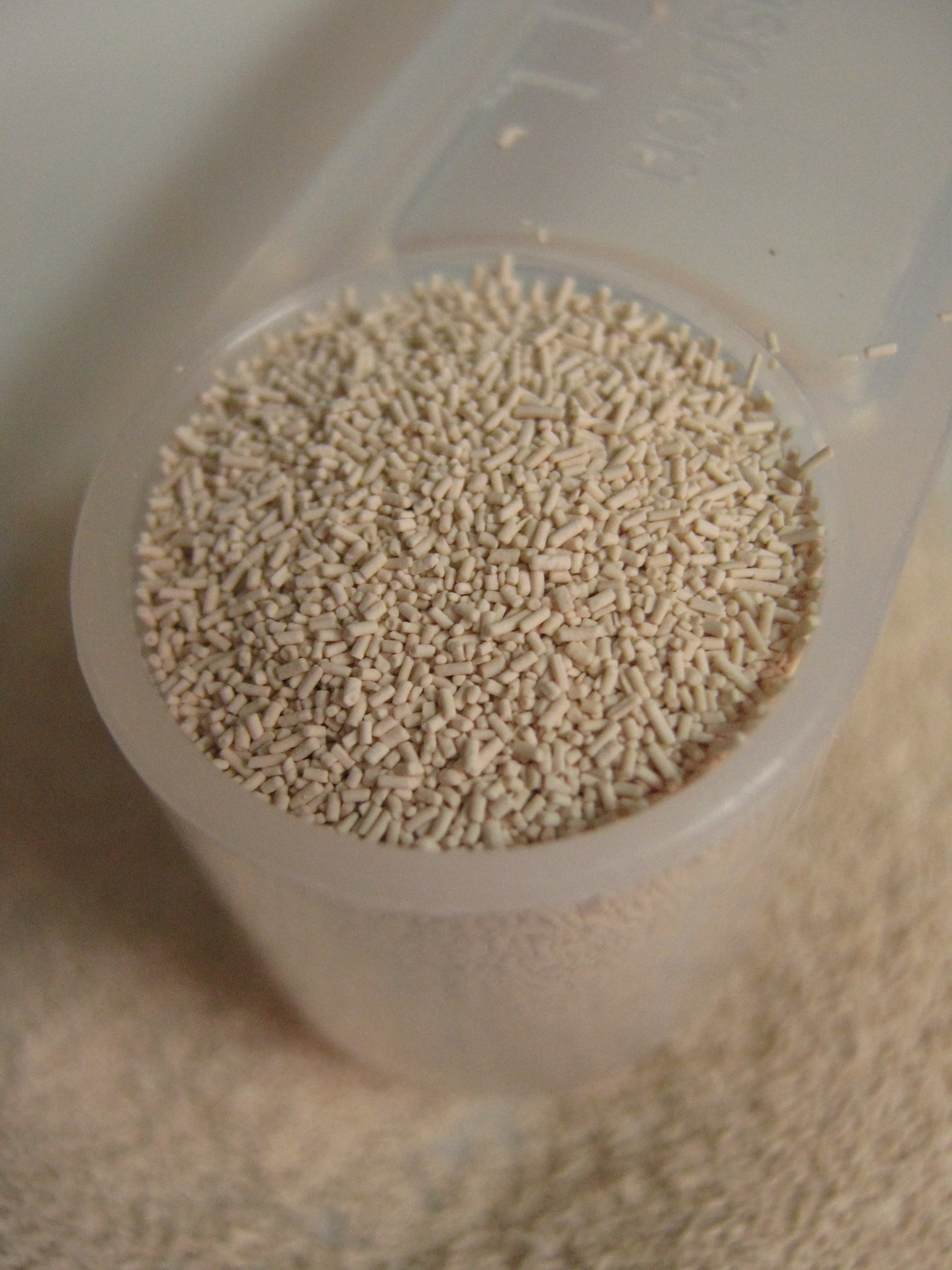
Сухие быстродействующие дрожжи. Видна цилиндрическая форма гранул

- Прессованные дрожжи — спрессованные в форме брикета живые клетки дрожжей. Брикет свежих дрожжей плотный, легко ломающийся, беловато-желтоватого, иногда с серым оттенком, цвета, со специфическим запахом и вкусом без кислоты и горечи. Свежие прессованные дрожжи содержат около 75 % влаги (на 75–80 % это вода протоплазмы клеток и на 20–25 % — межклеточная вода) и 25 % сухих веществ. В среднем в сухих веществах хлебопекарных дрожжей содержится: белков — 50 %, углеводов — 40,8 %, жиров — 1,6 %, золы — 7,6 %. Плотность прессованных дрожжей 75 % влажности составляет 1220 кг/м3. Подъёмная сила свежих дрожжей не выше 70–110 минут, по мере хранения подъёмная сила снижается. Дрожжи хранятся в холоде не более 1–2 недель[4][5].
- Сухие активные дрожжи (сушёные дрожжи) выпускаются с 1920-х годов, имеют вид круглых гранул жёлто-коричневого цвета, свойственный дрожжам вкус и запах. Активность сухих дрожжей ниже, чем прессованных, однако они сохраняют активность в течение 5—6 месяцев при хранении в сухом прохладном месте[4]. Одна чайная ложка сухих дрожжей соответствует 12 граммам прессованных. Перед использованием сухие дрожжи необходимо активировать в тёплой жидкости.
- Сухие быстрорастворимые дрожжи (инстантные, от англ. instant — немедленный). В виде цилиндрических гранул. Не требуют предварительной активации, сразу добавляются в муку. В 1972 году появилось второе поколение сухих дрожжей — инстантные дрожжи. Технология инстантных дрожжей заключалась в использовании специального метода быстрой сушки без повреждения клеточной мембраны и консервации дрожжей вакуумом. Сушка дрожжевой культуры осуществляется в горячем воздушном потоке, конечная влажность продукта составляет 4 %. Время сушки сократилось до 20 минут.
- Сухие дрожжи для ускоренной выпечки с увеличенной подъёмной силой (англ. rapid-rise yeast). Разновидность сухих быстрорастворимых дрожжей, имеют гранулы меньшего размера, что ускоряет их растворение в тесте.
- Жидкие дрожжи (дрожжевое молоко) производятся и используются на крупных хлебопекарных предприятиях. Дрожжи выращиваются в жидкой заквашенной заварке[6].

## Производство дрожжей

### Промышленное производство
Дрожжи производят на дрожжевых заводах и в качестве побочного продукта на спиртовых заводах. Процесс дрожжевого производства основан на размножении дрожжей в жидких питательных средах, получаемых из мелассы, которая в свою очередь является отходом от изготовления сахара. Дрожжи выращивают при 30 °C в течение 9—48 часов при непрерывной подаче воздуха и питательной среды. Готовую массу дрожжей изымают, отмывают от остатков мелассы, прессуют и охлаждают до 2–4 °C. Сухие дрожжи изготавливают из предварительно измельчённых прессованных дрожжей, посредством воздушной сушки при температуре 30—60 °C в течение 4—16 часов.

### Домашнее производство
Как правило, для практических целей разводить дрожжи на дому нерентабельно; исключение составляет преследование целей частичной автономности и независимости от цивилизации.
Засевной материал для выращивания дрожжей получается из обычных пекарских дрожжей Saccharomyces cerevisiae или выдерживанием ягод с дрожжевым налётом (виноград, слива), растёртых с небольшим количеством сахара и воды (т. н. дикие дрожжи). Последние сбраживают несколько медленнее, но более доступны в природе; к тому же им не требуется азотное питание. Для разведения дрожжей большую ёмкость необходимо промыть горячей водой с мылом, наполовину заполнить фильтрованной водой, добавить съедобного растительного сырья (сухой молотый хлеб, мятые ягоды) — до 2/3 по объёму и закваску. Раз в неделю пену нужно снимать и после усушки и формования использовать при изготовлении теста, осадок на дне отфильтровывать и пересаживать в новую среду для удаления образующегося в процессе жизнедеятельности дрожжей этанола.